# Royaume Toundjour
Années 1400 – Années 1650
Entités précédentes :
- Royaume Dadjo

Entités suivantes :
- Sultanat du Darfour
- Royaume du Ouaddaï

Le royaume Toundjour était un royaume précolonial sahélien d'Afrique entre le XVe et le début du XVIIe siècle,,.

## Histoire

### Fondation
Les chroniques locales affirment que le fondateur de la dynastie Tunjur est devenu « roi de l'île de Sennar ». Les origines du royaume ne sont pas bien connues. On sait que le royaume Tunjur a remplacé un royaume Dadjo antérieur, après que le peuple Toundjour ait migré du nord vers la région du Darfour au XVe siècle. Ces derniers sont issues d'une migration depuis la Tunisie au XIVe siècle et sont issues des Banu Hilal. Les deux royaumes ont peut-être coexisté pendant un certain temps, avec le royaume Toundjour au nord et le royaume Dadjo au sud, avant que le peuple Toundjour ne parvienne à remplacer complètement la dynastie Dadjo.

### Dynastie Toundjour
Au début du XVIe siècle, le royaume Toundjour régnait sur le Darfour et le Ouaddaï. Les capitales du royaume se trouvaient au nord du Darfour. Les villes d'Uri et d'Ain Farah sont associées au royaume,. Uri, la première capitale, se trouvait au carrefour de deux grandes routes commerciales. Il est certain que les marchands égyptiens faisaient du commerce avec le peuple Toundjour. Les routes des caravanes et les anciennes routes fluviales à travers la Nubie permettaient le commerce sur de longues distances. Le royaume exportait des esclaves, de l'or, des chameaux, de la corne de rhinocéros, de l'ivoire, des plumes d'autruche, du tamarin, de la gomme arabique et du natron. Le commerce était, selon des sources égyptiennes, sous un contrôle royal étroit. Contrairement au Ouaddaï nouvellement islamisé et brièvement apparenté à la dynastie, il n'est pas clair si le royaume Toundjour était un état musulman,,

### Fin

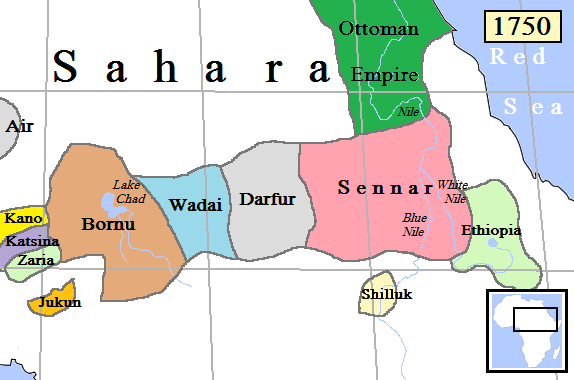
Afrique centrale et orientale après l'effondrement du royaume de Tunjur. Les terres gouvernées par la dynastie Tunjur étaient divisées entre les États du Wadai et du Darfour.

Le royaume Toundjour a été remplacé par le sultanat du Darfour. Le peuple Fur et sa dynastie Keira (en) ont remplacé les Toundjour vers les années 1650,. Une histoire sur un lien dynastique entre les dynasties Keira et Toundjour impliquant Ahmad al-Maqur est connue. Le règne des Toundjour dans le Ouaddaï a pris fin lorsqu'une dynastie locale du peuple Maba (en) s'est révolté, expulsé et remplacé. Le royaume Toundjour a peut-être cessé d'exister dès 1611 ou 1635.
Une branche de la dynastie Toundjour dans le Ouaddaï a également été renversée par une alliance entre les Arabes et les Maba (en).
Le peuple Toundjour s'est finalement assimilé aux autres peuples de la région.

## Géographie
Les terres gouvernées par le peuple Toundjour se trouvent au sein du Soudan contemporain et leur influence s'étend jusqu'à l'actuel Tchad.

## Culture
Les Toundjour étaient probablement des berbères arabisés et parlaient la langue arabe. Ils revendiquaient l'héritage de la tribu des Banu Hilal. Cependant, ils étaient initialement entièrement païens après la fin de la migration. Aucune trace de leur propre langue n'existe. Toute la tradition orale Toundjour est attribuée de manière inhabituelle à une seule personne appelée Shau Dorsid.
La société du Darfour a radicalement changé sous l’influence de la dynastie Toundjour. Le travail de corvée fut organisé pour l'état nouvellement fondé, le commerce à longue distance commença et l'islam fut partiellement adopté comme religion.
L'architecture Toundjour s'inspire des styles berbère et tora. Il existe une mosquée en pierre, le premier bâtiment musulman du Darfour, probablement construit vers l'an 1200, dans la ville d'Uri qui fut la première capitale du royaume,. Cela peut indiquer que l'islam a été adopté comme religion de cour. Le roi détenait cependant probablement un statut divin. La ville a été construite selon l'architecture Four.
Le rôle de l'islam dans la région controlée par le royaume Toundjour, et plus tôt par le royaume Dadjo, est resté faible jusqu'à la fin du XVIe siècle. Aucun vestige matériel pour l'islamisation n'est connu de la période précédente de la dynastie Dadjo.

### Articles liés
- Royaume d'Alodie
- Histoire du Tchad
- Histoire du Soudan
- Tora (culture)